# Zygaenosia restricta
Zygaenosia restricta är en fjärilsart som beskrevs av Rothschild 1936. Zygaenosia restricta ingår i släktet Zygaenosia och familjen björnspinnare. Inga underarter finns listade i Catalogue of Life.